# 트럼펫을 부는 백조
트럼펫을 부는 백조(The Trumpet of the Swan)는 농장주인이자 동화 작가인 엘윈 브룩스 화이트가 1970년에 지은 동화이다. 착안해서 각색했으며 목소리 없이 태어난 수컷 백조에 대해 다루고 있다. 이 백조는 예쁜 백조인 세레나에 계속 좋아하는 감정을 갖게 되지만 말하지도 못하게 된다. 이에 트럼펫을 불어 말을 못하는 자신을 표현하게 된다.
2001년에 트럼펫을 부는 백조로 만들어져 방영된 바 있으며. 비평가 사이에서 그리 좋은 평은 받지 못해서 원작을 잘 살리지 못해 캐릭터 자체가 깊게 다뤄지지 못했다고 말했다. 또한 그림이나 장면에 따른 음악이 제대로 쓰이지 않았다는 비판을 많이 받기도 했다. 가장 흔했던 비판은 단연 원작에 충실하지 못했다는 것으로 관객을 더 끌어들이지 못한 이유 중 하나로 분석되고 있기도 하다. 게다가 개봉 다음주에 애니메이션 영화인 샤크가 개봉하면서 관객 확보에 실패하고 만다. 로튼 토마토의 21개의 리뷰를, 총 13%의 신선도 평가를 받았으며, 3.4/10의 가중 평균 점수를 받았다.